# Шарль Ассале
Шарль Ассале (фр. Charles Assalé; 4 листопада 1911 — 10 грудня 1999) — камерунський державний і політичний діяч, прем'єр-міністр Республіки Камерун у 1960—1961 роках і голова уряду Східного Камеруну від жовтня 1961 до червня 1965 року.
Також був міністром фінансів Французького Камеруну від 1958 до 1960 року.